# Christoph Gewold
Christoph Gewold oder Gewald (auch Geboldt; * 10. Oktober 1556 in Amberg; † 17. Juni 1621 in Ingolstadt) war ein deutscher Jurist und Historiker.

## Leben
Gewold trat 1581 zum römisch-katholischen Glauben über. 1583 nahm er das Studium der Rechtswissenschaft an der Universität Ingolstadt auf. Da in dieser Zeit an der Ingolstädter juristischen Fakultät keine Promotionen vorgenommen wurden, ist unklar, wo er zum Dr. iur. utr. promoviert wurde. 1588 kam er als Hofratssekretär für Hofgerichts- und Rechtssachen, mit Ernennung vom 11. Mai 1587, an den bayerischen Hof nach München, wurde 1591 zum Hofrat und 1594 zum wirklichen Hofrat ernannt und erhielt 1595 die Position eines Geheimratssekretärs sowie des Vorstands des herzoglichen Archivs. Mit der finanziellen Unterstützung des Herzogs Maximilian konnte er 1600 in München ein Haus erwerben.
Gewold schied 1617 aus allen Ämtern aus und übersiedelte wieder nach Ingolstadt. Beim Verkauf des Hauses war ebenso wieder der herzogliche Hof behilflich. In Ingolstadt widmete er sich hauptsächlich seinen historisch-politischen und wissenschaftlichen Arbeiten, die er teilweise im Auftrag des Herzogs verfasste. Außerdem wurde er noch öfters zu Beratungen nach München gerufen.
Das Epitaph von Gewold, seiner Frau und seiner Tochter befindet sich am Seitenschiff der Nordseite der Franziskanerkirche in Ingolstadt, ein Werk, das dem niederländisch-deutschen Renaissancebildhauer Hubert Gerhard zugeschrieben wird.
Die Gewoldstraße in Ingolstadt ist nach ihm benannt.

## Werke (Auswahl)
- Genealogia Boiariae ducum, Augsburg 1605.
- Chronicon Monasterii Reicherspergensis In Baioaria, Ante Annos CD. Congestvm : Cui accesserunt Varia Diplomata Romanorvm Pontificvm Ex M.S. Codice peruetusto, Heinrich, München 1611.
- Ad Responsoriam Epistolam Clarissimi Viri Marquardi Freheri Consiliarii Electoralis Palatini De Palatino Electoratu Replicatio Christophori Gevvoldi ..., Heinrich, München 1612.
- Antithesis ad clariss. viri Marquardi Freheri ac assertionem de Palatino electoratu, München 1612.[3]
- De sacri romani imperii septemviratu commentarius, Ingolstadt 1616.
- Cph. Gewoldi Defensio Ludovici IV. Imp. ratione, electionis contra Abrah. Bzovium, Eder, Ingolstadt 1618.
- Delineatio Norici Veteris eiusq. confinium: una cum Nomenclatore, Ingolstadt 1619.